# Tom Erikson
Tom Erikson (ur. 6 lipca 1964) − amerykański zapaśnik, zawodnik mieszanych sztuk walki (MMA) i K-1 wagi superciężkiej.

## Sportowa kariera

### Zapasy
Podczas studiów z sukcesami trenował zapasy. W trakcie nauki w college'u, był dwukrotnie mistrzem NJCAA (1984, 1985). Następnie przez dwa lata reprezentował barwy Oklahoma State University w NCAA Division I. 
W 1997 roku został mistrzem USA w zapasach w stylu wolnym w kategorii 130 kg. W tym samym roku zajął czwarte miejsce na mistrzostwach świata w Krasnojarsku. Pierwszy w Pucharu Świata w 1992 i drugi w 1998 roku.

### Mieszane sztuki walki
Profesjonalną karierę MMA rozpoczął w listopadzie 1996 roku, gdy wystartował w 8-osobowym turnieju Martial Arts Reality Superfighting (MARS). Reguły walki były zbliżone do vale tudo, m.in. nie było limitu wagi ani podziału na rundy. Dwóch pierwszych rywali pokonał przed czasem, awansując do finału, w którym zmierzył się z mistrzem brazylijskiego jiu-jitsu, Murilo Bustamante. Mimo zdecydowanej przewagi wzrostu, wagi (niemal 50 kg) i siły Erikson nie był w stanie znokautować ani poddać Brazylijczyka i po 40 minutach boju sędziowie ogłosili remis.
W czerwcu 1997 roku wystartował w 4-osobowym turnieju Brazil Open' 97. W półfinale pokonał przez techniczny nokaut miejscowego zawodnika, aby w walce o tytuł zmierzyć się z innym utytułowanym amerykańskim zapaśnikiem, Kevinem Randlemanem. Erikson znokautował go w 71 sekund ciosem podbródkowym. Niecałe pół roku później zadebiutował w Japonii podczas zawodów Vale Tudo Japan 1997, gdy równie szybko pokonał Holendra Eda de Kruijfa (TKO w 37. sekundzie).
Przez następne dwa lata Erikson nie walczył, zajmując się trenowaniem zapaśników w Purdue University. Do MMA powrócił w listopadzie 1999 roku, gdy podpisał kontrakt z japońską organizacją PRIDE FC. W debiucie na gali PRIDE 8 pokonał przez jednogłośną decyzję Gary'ego Goodridge'a. Rok później doznał swej pierwszej porażki w profesjonalnej karierze, gdy podczas PRIDE 11 poddał się Heathowi Herringowi na skutek duszenia zza pleców. W ciągu dwóch następnych lat stoczył jedynie dwie walki − obie wygrane przez poddanie, w tym z Mattem Skeltonem. W starciu z nim (PRIDE 17) Erikson wykorzystał nietypowe duszenie z dosiadu, gniotąc jedną ręką krtań Skeltona. Technika ta została po walce zabroniona w regulaminie organizacji.
Mimo że legitymował się bilansem walk 9-1-1 i był uznawany ówcześnie za jeden z najbardziej obiecujących talentów w MMA, walczył rzadko, gdyż promotorzy mieli nieustanne problemy z zakontraktowaniem mu przeciwników. Jego umiejętności zapaśnicze, mocny cios i warunki fizyczne odstraszały wielu potencjalnych rywali. Zniechęcony Erikson postanowił podpisać kontrakt z K-1 i spróbować swych sił w kick-boxingu.
Starty w MMA wznowił dopiero w 2005 roku, gdy na gali PRIDE 29 został pokonany przez Fabricio Werduma przez duszenie zza pleców. Ponad 40-letni już Erikson stoczył potem jeszcze tylko dwie walki − z Antonio Silvą (2006) i Alexandru Lungu (2008) − obie przegrane przed czasem.

### K-1
Erikson zadebiutował w K-1 22 września 2002 roku podczas GP Japonii. Będąc typowym zapaśnikiem, dysponował skromnymi umiejętnościami bokserskimi i jeszcze bardziej ograniczonym arsenałem technik nożnych. Pomimo to organizacja K-1 wyznaczyła na jego pierwszego rywala Mike'a Bernardo − jednego z czołowych zawodników w tej formule walki, będącego również byłym mistrzem świata WBF w boksie. Erikson zaskoczył faworyzowanego przeciwnika, przypuszczając na niego od pierwszego gongu chaotyczny atak. Efektem tego były dwa szybkie nokdauny reprezentanta RPA. Bernardo zdołał jednak opanować kryzys i znokautował Amerykanina na 30 sekund przed końcem pierwszej rundy. W swoich dwóch kolejnych walkach Erikson również zmierzył się z doświadczonymi bokserami. Najpierw w kwietniu 2003 roku został znokautowany przez Hiromiego Amadę, a niecały rok później ten sam los spotkał go z rąk Shannona Briggsa. Jedyne zwycięstwo w K-1 odniósł w czerwcu 2004 roku, podczas World GP w Nagoi, gdy znokautował w 55 sekund Jana Nortje.

## Osiągnięcia
Mieszane sztuki walki:
- 1997: Brazil Open '97 − 1. miejsce

Zapasy:
- 1997: Mistrzostwa świata w zapasach w stylu wolnym − 4. miejsce w kat. 130 kg
- 1997: Mistrz USA w zapasach w stylu wolnym w kat. 130 kg
- 1987: NCAA Division I − 3. miejsce w kat. 300 lbs
- 1986: NCAA Division I − 4. miejsce w kat. 275 bs
- 1985: Mistrz NJCAA w kat. 300 lbs
- 1984: Mistrz NJCAA w kat. 300 lbs